# Відродження (електропотяг)
Відродження (англ. - Fuxing; кит. - 复兴号) — новий стандарт розробки, спорудження та експлуатації швидкісних поїздів Китаю, що реалізувався у високошвидкісних моделях CR400, швидкісних CR300 та середньошвидкісних CR200.

## Причини створення
З 2007 року на території Китаю експлуатуються високошвидкісні поїзди серії Гармонія (Harmony, Hexie). Використовується кілька видів поїздів, проте їхня розробка проводилася під керівництвом інженерів з Німеччини, Японії, Франції. Також багато запчастин імпортувалося з цих країн.
Вирішили створити максимально локалізований продукт. Розробили Китайський стандарт електропоїзда «Fuxing», націлений на розвиток швидкісних залізниць. З 254 ключових технологій 84 % розроблено китайськими інженерами у Китаї, а виробництво на 100 % відбувається на китайських підприємствах. Це дозволить експортувати китайські технології, не побоюючись обмежень, що накладаються європейським та американським патентним законодавством.
За всіма основними характеристиками поїзда, створені відповідно до нового стандарту, перевищують потяги серії «Гармонія» .

## Історія
- Рішення про розробку нового стандарту було ухвалено у 2012 році. Китайські залізниці створили консорціум із понад 20 організацій (дослідних центрів, університетів, промислових підприємств).
- Проект було створено у 2014 році.
- Перша модель CR400 була представлена у червні 2015 року.
- Ходові випробування у жовтні 2015 року показали, що потяг може досягати експлуатаційних швидкостей 385 км/год. Максимальна експлуатаційна швидкість — 400 км/год, проте за стандартами на 2020 рік — дозволена швидкість не перевищує 350 км/год.
- У червні 2017 року, розроблені за новим стандартом поїзда моделі CR400 були пущені в експлуатацію на завантаженій ділянці залізниць — між Пекіном і Шанхаєм.[2]
- Подовжену версію поїздів моделі CR400 було введено в експлуатацію в липні 2018 року.

Термін служби поїздів серії «Відродження» складе приблизно 30 років. Планується майже повна заміна поїздів серії Гармонія на поїзди серії Відродження до 2030 року.
За оцінками незалежних експертів з Business Insider, на будівництво швидкісної залізниці Пекін-Шанхай, де запустили потяг, витратили 9,2 млрд дол.
У лютому 2022 року потяг буде обслуговувати Зимові Олімпійські ігри 2022 і відстань в 200 км можна буде здолати за 50 хв.

## Модельний ряд

### CR400

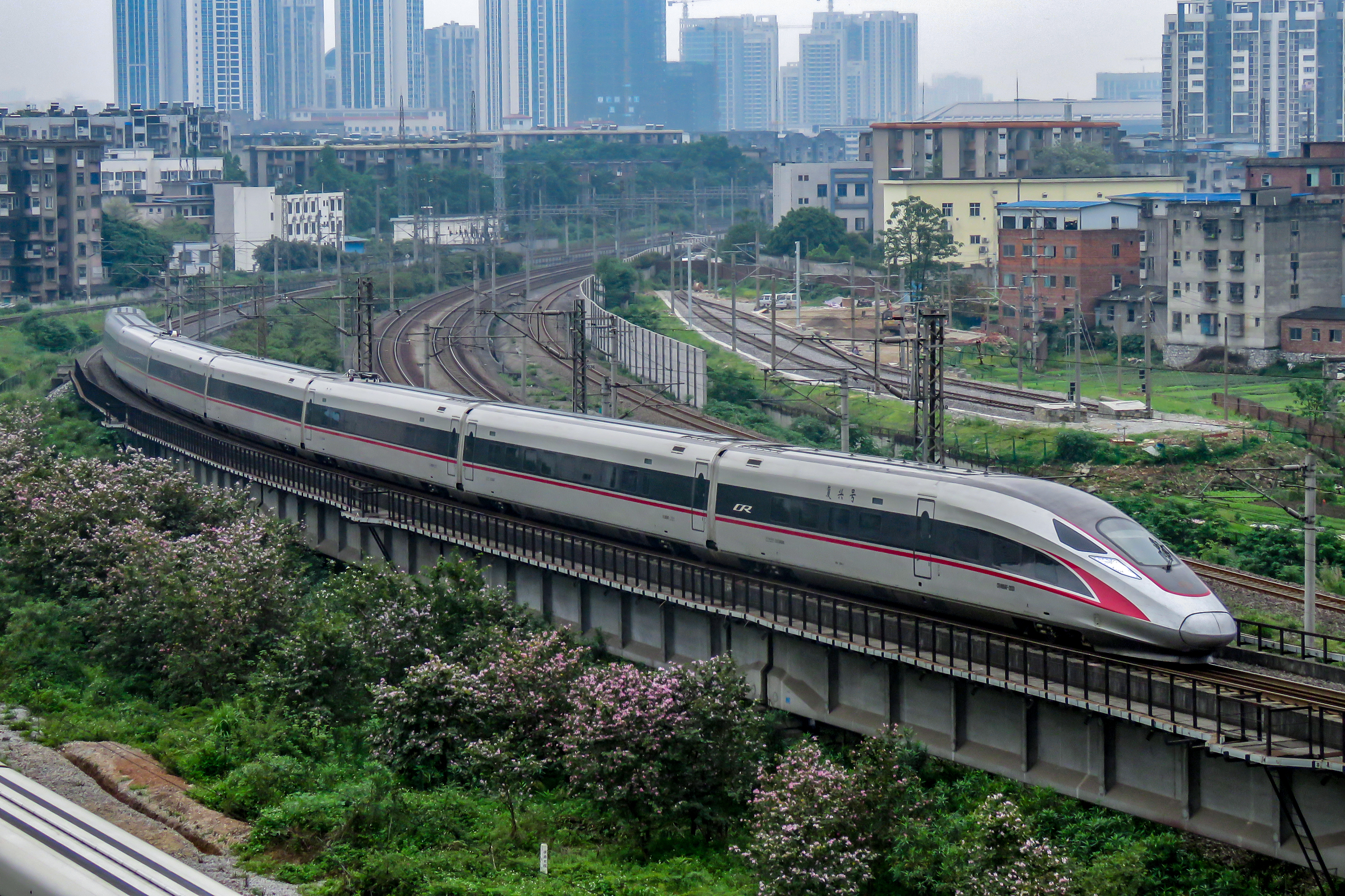
CR400AF

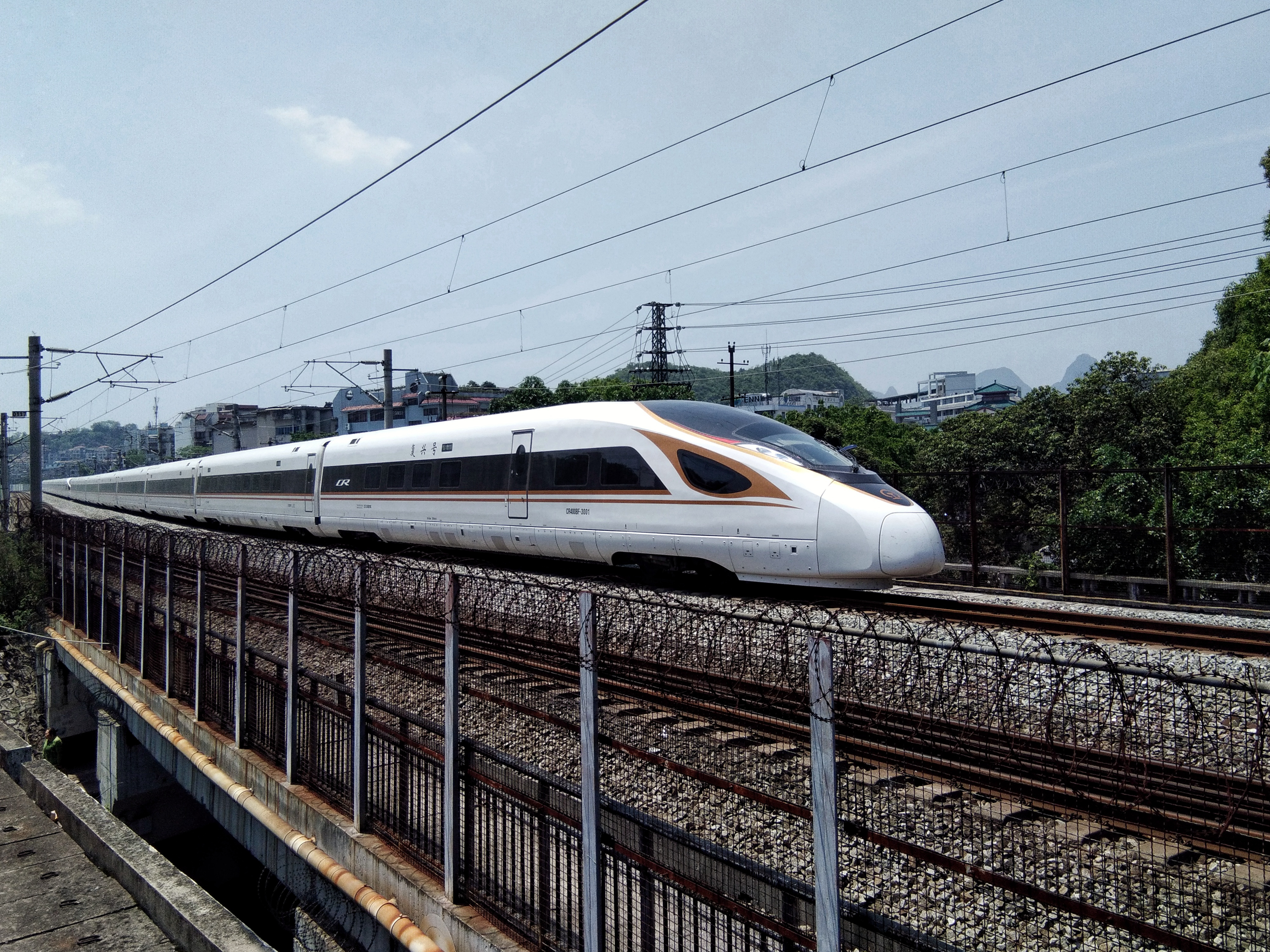
CR400BF

Це перші моделі серії «Відродження», розроблені за новим китайським стандартом електропоїздів. Поїзд категорії EMU. Одночасно випущено два різні види: CR400AF та CR400BF. Максимальна експлуатаційна швидкість 350 км/год.

#### Основні переваги
Порівняно з поїздами серії «Гармонія» на 7-12 % зменшено повітряний опір, до 17 % знижено енергоспоживання, місця для пасажирів просторіші на кілька сантиметрів.

### CR200

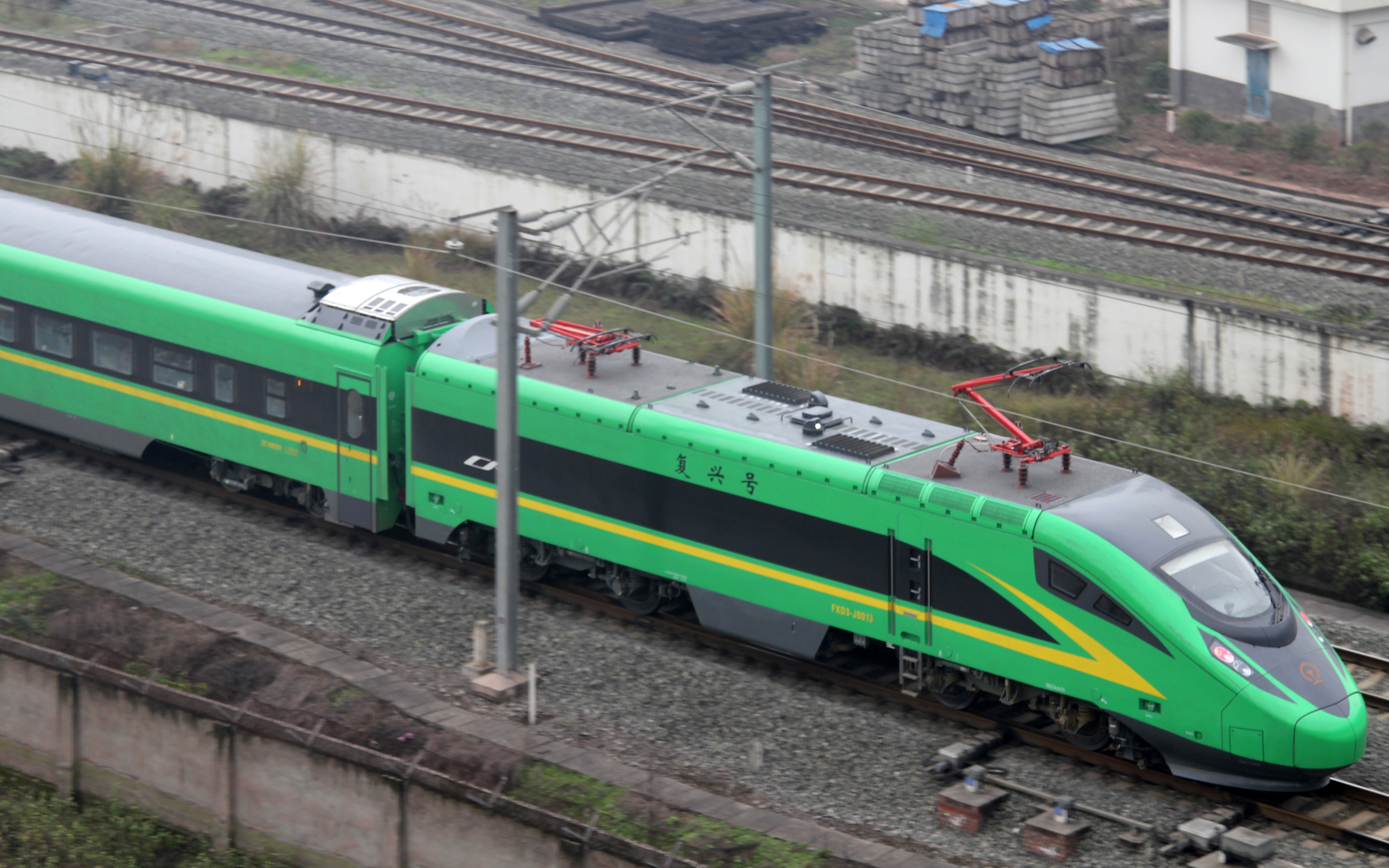
CR200J

5 січня 2019 року — другий етап розвитку проекту «Відродження» — введення в експлуатацію середньошвидкісних поїздів. Максимальна дозволена експлуатаційна швидкість — 160 км/год

### CR300

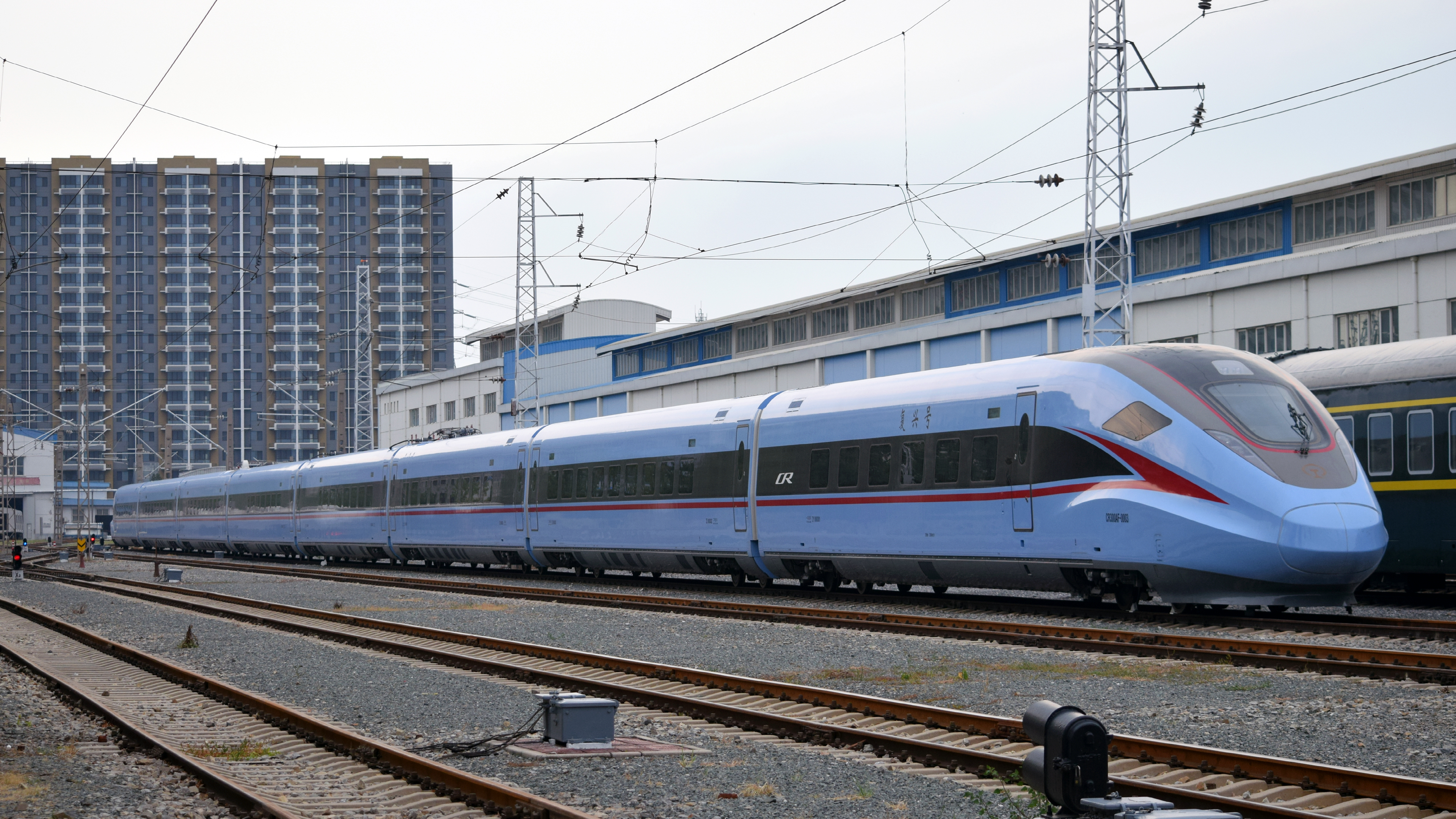
CR300AF

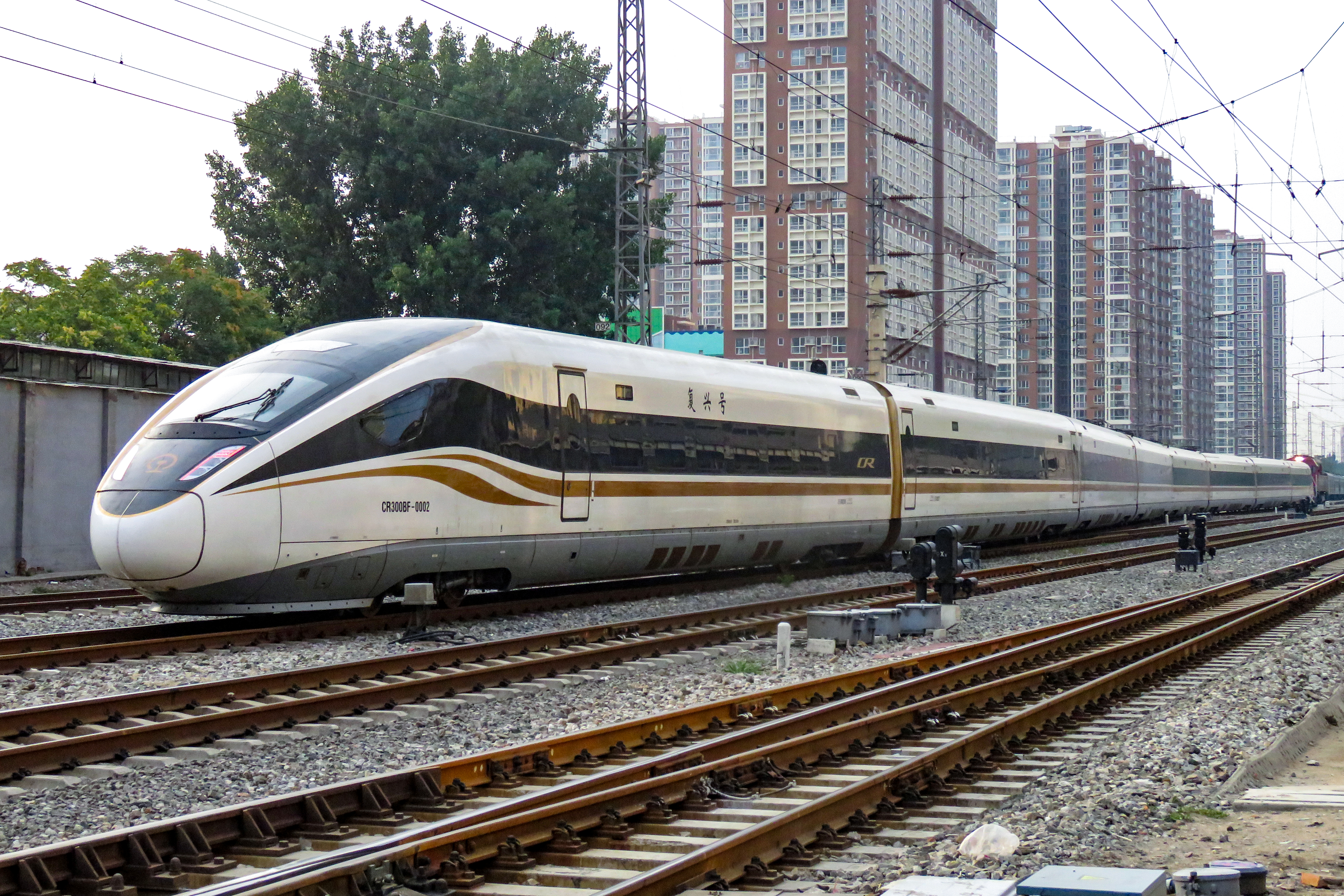
CR300BF

Швидкісні поїзди цього типу, створені у межах проекту «Відродження» розраховані на експлуатаційні швидкості до 250 км/год. Довжина складу — 8 вагонів, поїзди розраховані на перевезення 613 пасажирів у двокласному компонуванні. Поїзд є типовим представником категорії EMU: двигуни розташовані у вагонах під номерами 2,4,5,7. Перший та восьмий вагони оснащені кабіною машиніста, а на третьому та шостому встановлені пантографи.
Вже в 2018 році, ще до початку експлуатації з Китаю та масового виробництва, було досягнуто домовленості про використання складів даного типу на трасі Бангкок-Нонгкхай у Таїланді. З кінця 2018 року по середину 5 складів двох модифікацій (CR300AF та CR300BF), вироблені на 5 різних заводах проходили ходові випробування. За їхніми результатами заводи CRRC Sifang та CRRC Changchun отримали попередні замовлення на масове виробництво.

#### Події
7 листопада 2020 року головний вагон поїзда CR300AF-004 під час транспортування на напівпричепі врізався в автобус на автодорозі.